# コラート・デイリー
「コラート・デイリー」(タイ語: โคราช รายวัน、英語: The korat daily) は、タイ王国ナコーンラーチャシーマー県で発行されているタイ語地方新聞。

## 概略
コラート・デイリーは、スントーン・ヂャンランシー（สุนทร จันทร์รังสี）が創刊。海外の報道組織との強力な連携があり、詳細な地域情報と共にさまざまな国際問題を提供している。英字紙であるコラート・ポストも発行している。